# Lymphatic Phlegm
Lymphatic Phlegm är ett goregrindband från Curitiba i Brasilien. Texterna är ofta baserade på patologi. 

## Medlemmar
- Rodrigo Alcantara - gitarr, bas, trumprogrammering
- Andre Luiz - sång

## Diskografi
- Malignant Cancerous Tumour in the Epithelial Tissue of the Intestine (1997)
- Lymphatic Phlegm / Flesh Grinder split (1999)
- Bloodsplattered Pathological Disfunctions (2000)
- Lymphatic Phlegm/Sublime Cadaveric Decomposition (2001)
- Mechanisms of Disease: An Introduction to Pathology (2001)
- 4-way split cd (2002)
- How Daddy Likes It/Addicted To Pathological Abnormalities (2002)
- Lymphatic Phlegm / S.M.E.S. split (2002)
- Wide Opened Thoraco-Abdominal Tract/Bathed In Hecatombic Concoctions (2002)
- Pathogenesis Infest Phlegmsepsia (2002) recension
- Lymphatic Phlegm / Jan AG (2002)
- Disgusting Gore and Pathology/Polymorphisms to Severe Sepsis in Trauma (2003)
- Split Pic.Disc with L.D.O.H. (2004)
- XXX Maniak / Lymphatic Phlegm (2005)